# Wieża Vendôme
Wieża Vendôme (malt. Torri Vendôme, ang. Vendôme Tower, pot. Torri tal-Vandomu) jest to tour-reduit w Marsaxlokk na Malcie. Została zbudowana przez Zakon Maltański w roku 1715 jako jedna z serii nadbrzeżnych fortyfikacji dokoła Wysp Maltańskich. Jest jedyną zachowaną tour-reduit na Malcie. Dziś Wieża Vendôme mieści główną siedzibę Marsaxlokk FC.
Tour-reduit znana jest też pod kilkoma różnymi nazwami: Reduta Vendôme (malt. Ridott ta' Vendôme, ang. Vendôme Redoubt), Reduta Qrajten lub Reduta Craite (malt. Ridott tal-Qrajten, ang. Qrajten Redoubt lub Craite Redoubt) oraz Fisheries Redoubt.

## Historia
Wieża Vendôme zbudowana została pomiędzy rokiem 1715 a 1716, jako część zakonnego pierwszego programu budowy fortyfikacji nadbrzeżnych. Była jedną z czterech tour-reduit zbudowanych na Malcie, z których trzy pozostałe to Reduta Fresnoy, Reduta Spinola oraz Wieża Marsalforn. Wszystkie te trzy reduty zostały zburzone, zostawiając Wieżę Vendôme jako jedyną w swoim rodzaju.
Wieża wzięła nazwę od Philippe'a de Vendôme, Wielkiego Przeora Francji. Był on wojskowym doradcą Zakonu, zalecającym budowanie wielu baterii i redut na Malcie. Faktycznie, kilka innych baterii i redut znanych jest także jako Bateria Vendôme lub Reduta Vendôme.
Budowla wygląda jak wieżopodobny blokhauz o kwadratowej podstawie. Ma pochyłe ściany, zakończone u góry parapetem, które są „podziurawione” otworami strzelniczymi dla muszkieterów. Wieża była oryginalnie otoczona rowem obronnym, nie zachowanym do dzisiaj, z mostem zwodzonym, wiodącym do głównego wejścia. Wnętrze wieży zawiera dwa pomieszczenia oraz schody, prowadzące na dach. W wieży znajdowała się też kaplica.
Wieża miała za zadanie przeciwdziałać lądowaniu wrogich okrętów w zatoce Marsaxlokk. Była częścią łańcucha fortyfikacji broniących zatoki, w skład którego wchodziła też duża Wieża św. Lucjana, dwie mniejsze Wieże de Redina, kilka nadbrzeżnych baterii, cztery reduty i trzy umocnienia (entrenchments).

## Współcześnie

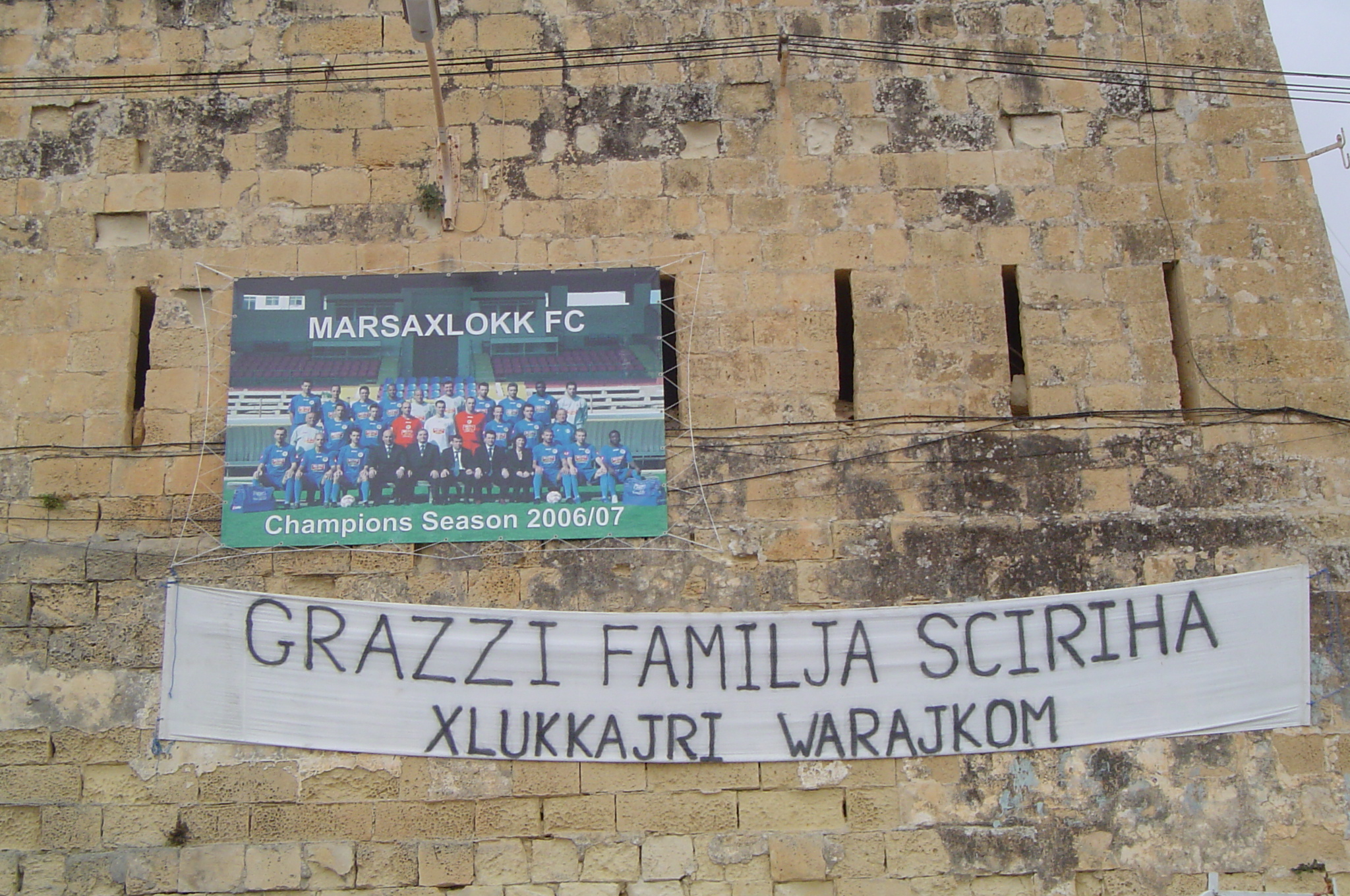
Wieża Vendôme jest dziś główną siedzibą Marsaxlokk FC

Dziś wieża mieści siedzibę lokalnego klubu piłkarskiego Marsaxlokk FC i nie jest dostępna dla publiczności. Ściany południowa i zachodnia potrzebują renowacji.